# Каїр
Каї́р (араб. القاهرة, al-Qāhira — «переможець») — столиця Єгипту. Найбільше місто Близького Сходу і третє за величиною місто Африки, після Лагоса і Кіншаси (без урахування агломерації). Найбільше арабомовне місто світу.
Всесвітньо відомі єгипетські піраміди розташовані на околиці Гізи, південно-західного передмістя Каїра. З основною частиною міста Гізу пов'язує окружна автомобільна дорога і шосе Аль-Ахрам. Наразі міська забудова підійшла впритул до плато Гіза — найближчий будинок розташований лише за 200 метрів від сфінкса.
У Каїрі розташований найбільший музей у світі — Великий Єгипетський музей.

## Назва
Назва походить від араб. القاهرة — «Аль-Кагіра», від مصرالقاهرة‎ — «Маср Аль-Кагіра» — переможець Єгипту.
Однією з неформальних назв міста є «Маср» (масрі مَصر [mɑsˤɾ]; тобто «Єгипет»).

## Історія

### Іун
Першим містом, заснованим на території сучасного Каїру, був Іун, або Геліополь (дав.-гр. Ἡλιούπολις), одне з найбільших і найважливіших міст стародавнього Єгипту. Час його заснування невідомий, швидше за все — XXXI—XXIX ст. до н. е. Найдавніший храм, присвячений богу Атуму, центром вшанування якого був Іун, датується XXVIII ст. до н. е. Мешканці міста також вшановували камінь бен-бен (перша ділянка суходолу, створеного богом), священний стовп Іун, дерево Ішед, на ли́сті якого боги записували імена усіх єгипетських фараонів, фенікса Бену і чорного бика Мневіса.
Фараон Джосер (2690—2670 до н. е.) відзначився в Іуні будівництвом невеличкого храму з необпаленої цегли. За часів V династії місто стає фактичною столицею Єгипту. За XII династії на місці старого храму було збудоване величезне святилище Сонця, прикрашене Сенусертом I (1956—1911 до н. е.) двома обелісками з червоного граніту — цілком можливо, що саме за їхнім зразком надалі будували обеліски в усьому Єгипті. У 1433 до н. е. храм був відновлений і реконструйований Тутмосом III (1479—1425 до н. е.) Ще один храм був збудований Аменхотепом III (1388—1351 до н. е.). Його син Аменхотеп IV (Ехнатон) певний час намагався спиратися на геліопольських жерців в проведенні своїх реформ (у цей час в місті був зведений храм Ведж-Атон), але його нововведення не були сприйняті і невдовзі після смерті фараона були скасовані.
Іун був улюбленою резиденцією Сеті I (1290—1279 до н. е.), свій храм збудував у місті Рамзес II. Мернептах (1212—1202 до н. е.) встановив в Іуні тріумфальну колону зі скульптурою на горі, що розповідала про перемоги фараона над лівійцями і «народами моря». Рамсес III (1185—1153 до н. е.), встановив у місті величезні скульптури Атума и збудував храм богині Тефнут. Сама будівля була зведена з граніту, а бронзові двері були оздоблені золотом. Псамметих I встановив в Іуні статую сфінкса. У місті розташовувався славнозвісний «ніломір», який визначав рівень повеней Нілу.

### Вавилон
У 525 до н. е. цар Камбіс І приєднує Єгипет до Персії. За деякими даними, перський володар частково зруйнував Геліополь. Водночас саме він, або ж Дарій І Великий, побудував на південь від Іуну нове місто під назвою Пер-Хапі-н-Іуну («дім Нілу біля Іуну»), покликане контролювати переправу через Ніл на пів шляху між Іуном і Мемфісом. Біля Пер-Хапі закінчувався і збудований персами канал, що з'єднував Ніл з Червоним морем. З невідомих причин, можливо завдяки заселенню міста вихідцями з Месопотамії, місто згодом отримує й іншу назву — Вавилон (дав.-гр. Βαβυλών) або ж Вавилон єгипетський.
За часів персів Іун залишається впливовим релігійним і науковим центром Єгипту і усього Східного Середземномор'я. За деякими даними, в місті певний час жили Солон і Піфагор, Іун відвідував Платон. Зупинився в місті під час завоювання Єгипту (332 до н. е.) і Александр Великий. Його наступник і засновник нової єгипетської держави Птоломей I саме верховному геліопольському жерцю Манефону доручив укладання першої історії Єгипту.
З приєднанням країни до Риму (остаточно у 30 до н. е.) Геліополь занепадає. Деякі його пам'ятки вивозяться до Італії. Натомість роль Вавилона посилюється. У ньому розташовують три «єгипетських» легіони. Імператор Траян (98-117) перетворює місто на майже неприступну фортецю. Її оборонні споруди модернізує імператор Аркадій (395—408). За візантійських часів Вавилон перетворюється на фактичну столицю «внутрішнього Єгипту», хоча конкурувати з Александрією йому було не під силу.

### Фустат
У 639 році в Єгипті з'являються араби на чолі з Амр ібн аль-Асом. У битві біля руїн Геліополя (640) візантійці завдають їм поразки, але вигнати з країни вже не можуть. Амр ібн аль-Ас бере в облогу Вавилон і в 641 році гарнізон фортеці капітулює. Зрозумівши безперспективність спротиву, візантійці самі змушені забратися з Єгипту.
Того ж року на місці свого табору на північ від Вавилона Амр засновує нове місто Фустат (араб. الفسطاط, у перекладі — «намет»), який швидко перетворюється на столицю єгипетських володінь халіфа. У місті будується мечеть — перша в Африці, що й досі носить ім'я Амра. Християни продовжують мешкати у Вавилоні, що поступово зливається з Фустатом. Існував у Фустаті й єврейський квартал.
Забудовувалось місто хаотично, житлові будинки, зведені без жодного плану, просто скупчувалися навколо мечеті і резиденції намісника. Тож епідемії і пожежі одразу охоплювали мало не все місто.

### Аскар і Каттай
У 750 році Омеядів змінюють халіфи з династії Аббасидів. Одразу після цього в Єгипті, на північ від Фустата, будують нову резиденцію єгипетського намісника Салеха ібн Алі — місто Аскар (араб. العسكر, укр. військовий табір).
У 868 році тюрк Ахмед ібн-Тулун, син раба, який врешті став намісником не лише Єгипта, але й Сирії, оголошує себе цілком незалежним володарем. У 870 році поруч з Аскаром він будує свою власну столицю, гідну самостійної держави, яка отримала назву Каттай (араб. لقطائـع, у перекладі — «квартал») Його палаци і сади мали змагатися із Дамаском і Багдадом. Посеред міста Тулун будує величезну мечеть, що більше нагадувала фортецю. Навколо Каттая будуються високі мури і захисний вал, — на випадок, якщо халіфи спробують повернути Єгипет під свою владу.
Обороні споруди не допомогли. Вже після смерті Тулуна, у 905 році, Аббасиди повернулися. Аби провчити інших, Каттай зрівнюють із землею, залишаючи непошкодженою лише мечеть Тулуна. Резиденцію намісників повернули до Фустата, що на той час включив в себе і Аскар, і Вавилон.
Проте вже в 935 році халіф змушений був визнати іншого тюрка, Мухаммад ібн Тугджа, «іхшидом» і дозволив йому перетворити Єгипет на напівсамостійну «буферну» державу. Вона мала стримувати шиїтську династію Фатимідів, які на той час захопили Магриб. Проте Фатиміди виявилися сильнішими і в 969 році один з їхніх полководців — Джаухар аль-Сікілі — захопив Єгипет разом із Фустатом.

### Від Аль-Кахіри до єдиного Каїру
У тому ж 969 році Джаухар збудував нову столицю держави Фатимідів — ще північніше Фустата — під назвою Мансурія (араб. المنصوريه, укр. звитяжна). Халіф аль-Муїзз, який переїхав до міста у 973 році, перейменував його на Маср Аль-Кахіра, (араб. مصرالقاهرة, укр. переможець Єгипту). Місто було оголошено «закритим», навколо нього були зведені високі мури з п'ятьма воротами, а від Фустата Аль-Кахіру відділяла смуга порожньої землі. У місті розташовувалися резиденція імама, дві мечеті, зокрема славнозвісна аль-Азхар, яка перетворилася згодом на ісламський університет, палаци, казарми та іподром. Особливі квартали призначалися для військовиків, які набиралися переважно з темношкірих суданців і тюрків, і для греків-християн, з яких значною мірою комплектувався за Фатимідів адміністративний апарат. Муїзз перетворив ближчий до Аль-Кахіри митний пост аль-Макс (що стояв на «каналі фараонів») на столичний порт і частково перебрав на його користь митні і портові збори, коштом яких жив сусідній Фустат.
Халіф Азіз перебудував на свій смак палац батька, який відтоді отримав назву Східного, звів новий, Західний палац, утворивши принагідно площу Бейн аль-Касрейн, павільйон Люлі, кілька мечетей і мостів. Муїзз і Азіз не переслідували ані сунітів, ані євреїв, ані християн, які отримували високі державні посади.
З іменем халіфа Хакима (996—1021) пов'язують спробу радикальної і водночас доволі екстравагантної зміни політики Фатимідів. Хаким цікавився поезією і астрономією, Ібн Юнус за його дорученням склав славнозвісні Хакимітські астрономічні таблиці. Халіф завершив будівництво аль-Азхар і мечеті, що отримала його ім'я. Оголосивши рівність між шиїтами і сунітами, заснувавши Дар аль-Хікма, де, за свідченням сучасників, велися цілком вільні дискусії, від підданих він вимагав суворого дотримання релігійних заборон. Він заборонив торгівлю пивом і вином, вирубував виноградники, конфіскував і знищив усі запаси меду. Під заборону потрапила торгівля улюбленими стравами єгиптян і очищеною рибою. Порушникам цього наказу відрубували голови. За деякими даними, халіф взагалі вимагав від торговців не торгувати вдень (можливо, малося на увазі лише найспекотніший час) і розпорядився знищити в Аль-Кахірі усіх собак. Жінкам було заборонено виходити на вулицю, але при цьому халіф вимагав від чоловіків мати лише одну дружину. Халіф намагався скасувати рабство — як мусульман, так і тих, що сповідували інші релігії. Водночас обурений «засиллям» християн в урядових структурах Хаким спочатку почав звільняти їх з державної служби, потім — вимагати від них публічно позначати своє віросповідання, а згодом — забороняти відзначати їм свої свята та руйнувати або ж передавати конкуруючим конфесіям церкви, зокрема і в столиці. Екстравагантні заходи володаря пояснювали впливом на нього його радника — перса Даразі. Згодом, щоправда, халіф віддалив його від себе і політика стала поміркованішою. Втім врешті решт у 1021 році за загадкових обставин Хаким зник.
За часів Мустансира (1036—1094) Аль-Кахіра і Фустат переживають як найвищий злет, так і падіння. На початку правління Мустансира іноземців вражало багатство самого халіфа і багатьох його підданих, влаштованість міського життя — адже в цей час в будинках були вже водогони і каналізація. Проте намагання халіфа утримувати низькі ціни на хліб викликали невдоволення торговців, які підбили на повстання найманців-тюрків. Його жертвою мало не став сам Мустансир. Неврожаї 1066—1072 років призвели до голоду і спалаху епідемій. Лише запрошення до столиці у 1074 році колишнього намісника Дамаска і Акки Бадра аль-Гамалі дозволило виправити становище. Сирійські вояки знищили усіх найманців-тюрків, Бадр відновив постачання хліба міським мешканцям, відновив і розширив мури Аль-Кахіри, збудувавши замість цегляних кам'яні ворота — Баб аз-Зувейла, Баб аль-Кутух і Баб Ан-Наср.
Оборону столиці здійснювали зокрема і з огляду на загрозу нападу Сельджуків, які у цей час відвоювали у Фатимідів Сирію і Палестину. Проте султанат Сельджуків розпався, а Палестину захопили хрестоносці. У 1163 році турки і лицарі одночасно напали на Єгипет. Халіф Адід уклав мир з хрестоносцями і вони залишили країну. Але ненадовго, у 1168 році повернулися. Союзники хрестоносців всередині Єгипту влаштували пожежу у Фустаті, яка практично знищила місто. Халіф звернувся по допомогу до турецького султана Нур ад-Діна. Той відправив до Єгипту свого полководця Ширкуха, якого Адід призначив великим візиром. Проте Ширкух невдовзі помер і його місце зайняв його племінник Салах ад-Дін.
Після смерті Адіда в 1171 році Салах ад-Дін проголосив себе султаном, повернув сунітському віросповіданню статус офіційної релігії і «відкрив» Аль-Кахіру, дозволивши селитися в ній та навколо мешканцям Фустату, які після пожежі залишилися без даху над головою. У 1176 році він розгорнув будівництво нових міських мурів, які нарешті об'єднали Фустат, Аль-Кахіру, аль-Макс і засновану султаном цитадель на горі Мукаттам в єдине місто, яке від фатимідської столиці успадкувало назву Каїр.

## Клімат міста
Каїр перебуває в субтропічній зоні клімату. У регіоні переважає теплий і сухий пустельний клімат, але часто з високою вологістю через вплив річки Ніл. Середньорічна температура становить 21,7 градуса за Цельсієм, а річна кількість опадів становить 24,7 мм (в середньому). Найтеплішим місяцем є липень, в середньому 28 градусів, найхолоднішим є січень з 13,9 градуса за Цельсієм (в середньому). Період дощів припадає в проміжки з листопада по березень, їхній обсяг складає в середньому від 3,8 до 5,9 мм.
Літо, з травня по вересень, дуже гаряче, а також воно провіщає прихід піщаної бурі з півдня країни. Денні температури досягають максимум 40 градусів Цельсія зі щоденною тривалістю сонячного світла до 13 годин в середньому. Вночі температура повітря не опускається нижче 20 градусів за Цельсієм. У період з жовтня по квітень денні максимуми досягають від 20 до 28 градусів за Цельсієм зі щоденною тривалістю сонячного світла від дев'яти до одинадцяти годин. Взимку, з грудня по лютий, середня температура щодня опускається почасти до 20 градусів Цельсія, а нічні температури нижче 10 градусів Цельсія (в середньому).
| Клімат Каїру                                                                                                 | Клімат Каїру | Клімат Каїру | Клімат Каїру | Клімат Каїру | Клімат Каїру | Клімат Каїру | Клімат Каїру | Клімат Каїру | Клімат Каїру | Клімат Каїру | Клімат Каїру | Клімат Каїру | Клімат Каїру |
| Показник | Січ.         | Лют.         | Бер.         | Квіт.        | Трав.        | Черв.        | Лип.         | Серп.        | Вер.         | Жовт.        | Лист.        | Груд.        | Рік          |
| Абсолютний максимум, °C                                                                                      | 35           | 37           | 38           | 45           | 49           | 50           | 45           | 38           | 35           | 30           | 35           | 35           | 47,8         |
| Середній максимум, °C                                                                                        | 18,9         | 20,4         | 23,5         | 28,3         | 32           | 33,9         | 34,7         | 34,2         | 32,6         | 29,2         | 24,8         | 20,3         | 27,7         |
| Середня температура, °C                                                                                      | 8            | 14           | 20           | 23           | 26           | 28           | 29           | 34           | 30           | 25           | 21           | 15           |              |
| Середній мінімум, °C                                                                                         | 6            | 8            | 10           | 13           | 20           | 20           | 22           | 22           | 20           | 17           | 12           | 9            | 15,8         |
| Абсолютний мінімум, °C                                                                                       | −10          | −8           | −3           | 0            | 4            | 8            | 12           | 19           | 12           | 8            | 4            | −5           | 1,2          |
| Середня кількість сонячних годин на місяць                                                                   | 213          | 234          | 269          | 291          | 324          | 357          | 363          | 351          | 311          | 292          | 248          | 198          | 3451         |
| Норма опадів, мм                                                                                             | 5            | 3.8          | 3.8          | 1.1          | 0.5          | 0.1          | 0            | 0            | 0            | 0.7          | 3.8          | 5.9          | 24.7         |
| Днів з опадами                                                                                               | 3,5          | 2,7          | 1,9          | 0,9          | 0,5          | 0,1          | 0            | 0            | 0            | 0,5          | 1,3          | 2,8          | 14,2         |
| Вологість повітря, %                                                                                         | 59           | 54           | 53           | 47           | 46           | 49           | 58           | 61           | 60           | 60           | 61           | 61           | 56           |
| --- | ------------ | ------------ | ------------ | ------------ | ------------ | ------------ | ------------ | ------------ | ------------ | ------------ | ------------ | ------------ | ------------ |
| Джерело: World Meteorological Organization (UN) (1971–2000), NOAA for mean, record high and low and humidity |              |              |              |              |              |              |              |              |              |              |              |              |              |

## Демографія
За неофіційними даними, населення Каїру становить приблизно 11,2 мільйона осіб. Каїр є 21-м містом у списку мегаполісів світу та найнебезпечнішим містом для жінок у світі за 2017 рік. Столиця Єгипту також є найбільш густо населеним містом Африки.

### Населення і його приріст
Населення Каїру швидко зростало протягом останніх десятиліть, з середини 1960-х років дотепер[коли?]. Однією з причин цього феномену є висока народжуваність (характерна для «арабського світу») і зростаюча міграція сільських жителів до столиці й культурного центру країни. Для того, щоб розмістити постійно зростаючу чисельність населення, навколо міста сформувалася агломерація з кількох його міст-супутників. У наш час[коли?] близько 8,2 мільйона жителів постійно мешкають у Каїрі, а ще 7,9 мільйона — у містах-супутниках. Разом вони становлять столичний регіон з загальною чисельністю населення в 16,1 мільйона осіб.
| Рік  | Чисельність населення |
| ---- | --------------------- |
| 1800 | 200 000               |
| 1859 | 254 000               |
| 1865 | 282 300               |
| 1870 | 313 400               |
| 1877 | 327 500               |
| 1882 | 374 838               |
| 1897 | 570 062               |
| 1907 | 654 476               |
| 1917 | 790 939               |
| 1927 | 1 059 800             |
| 1937 | 1 312 096             |
| 1947 | 2 090 654             |
| 1960 | 3 349 000             |
| 1966 | 4 219 900             |
| 1976 | 5 084 463             |
| 1986 | 6 052 836             |
| 1996 | 6 789 479             |
| 2006 | 7 786 640             |
| 2008 | 7 947 121             |

### Мови міста
В Каїрі майже кожний єгиптянин говорить на єгипетській арабській мові (один з найпоширеніших діалектів арабської мови). Арабська мова, яку вживають у столиці Єгипту, істотно відрізняється від деяких форм діалектів Середнього чи Верхнього Єгипту. Єгипетський діалект арабської мови є найважливішим серед новоарабських діалектів. Це пояснюється головним чином тим, що єгипетська кіноіндустрія, що базується в Каїрі, є найбільшою в арабському світі, а єгипетські фільми демонструються по всіх арабомовних країнах без дубляжу або субтитрів. Стандартна арабська мова поширилася Каїром після арабського завоювання в VII столітті й тепер вважається літературною мовою Єгипту.
Тільки незначний прошарок каїрців володіє коптською мовою. Це стало можливим завдяки її використанню Коптською церквою як літургійної мови. Саме так вона збереглася в письмовому вигляді. Коптська мова підтверджує своє походження від єгипетської мови. Англійська мова вживається як іноземна мова, що особливо популярна у верхніх прошарках єгипетського суспільства. Менш поширеною, але популярною є французька мова. Завдяки туристичним принадам та потоку туристів серед єгиптян здобувають своїх прихильників німецька, російська та іспанська мови.

## Архітектурні пам'ятки
- Блакитна мечеть
- Мечеть Амра (641—642 роки)
- Мечеть Ібн-Тулуна (876—879 роки)

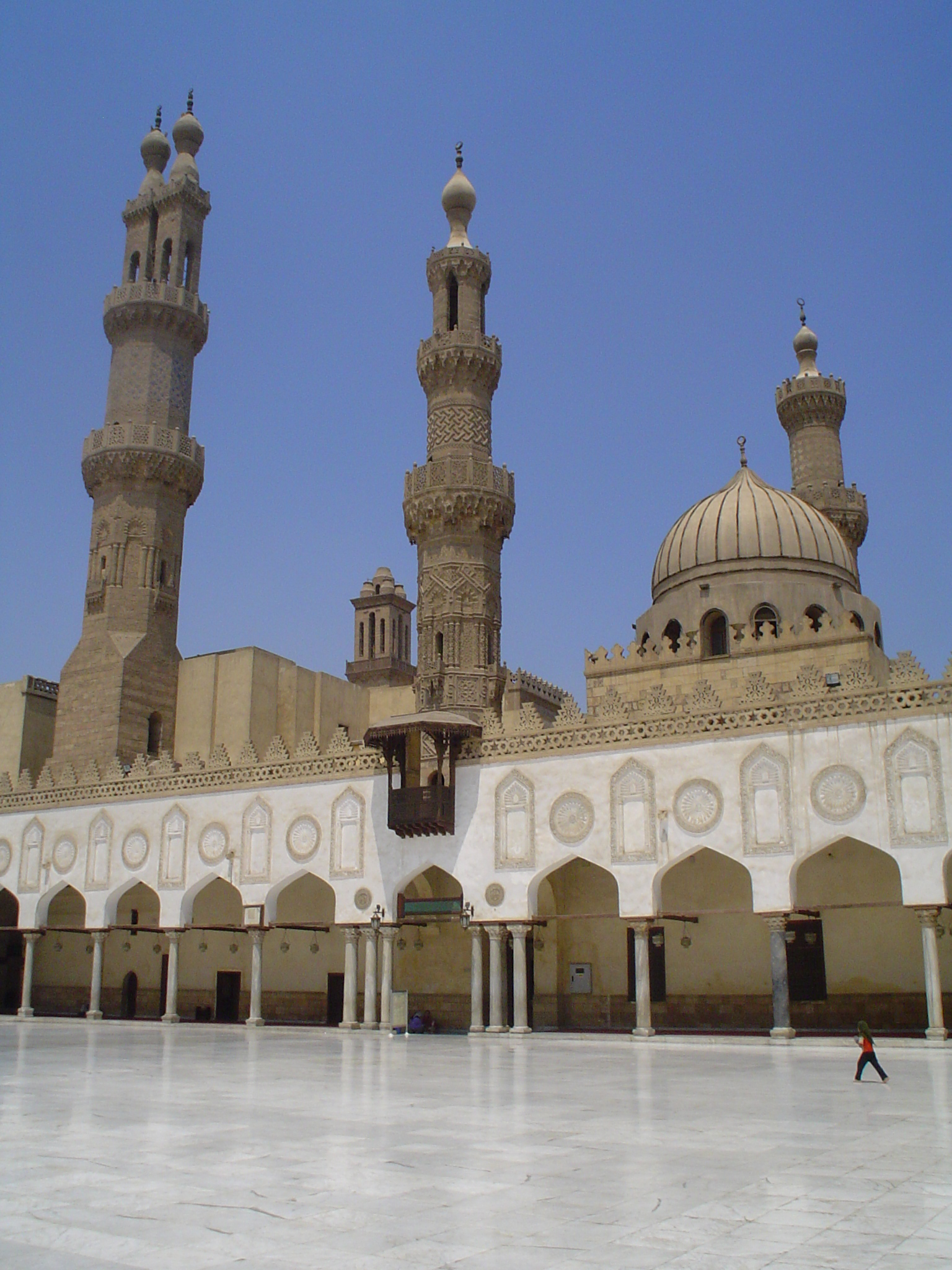
Мечеть аль-Азхар

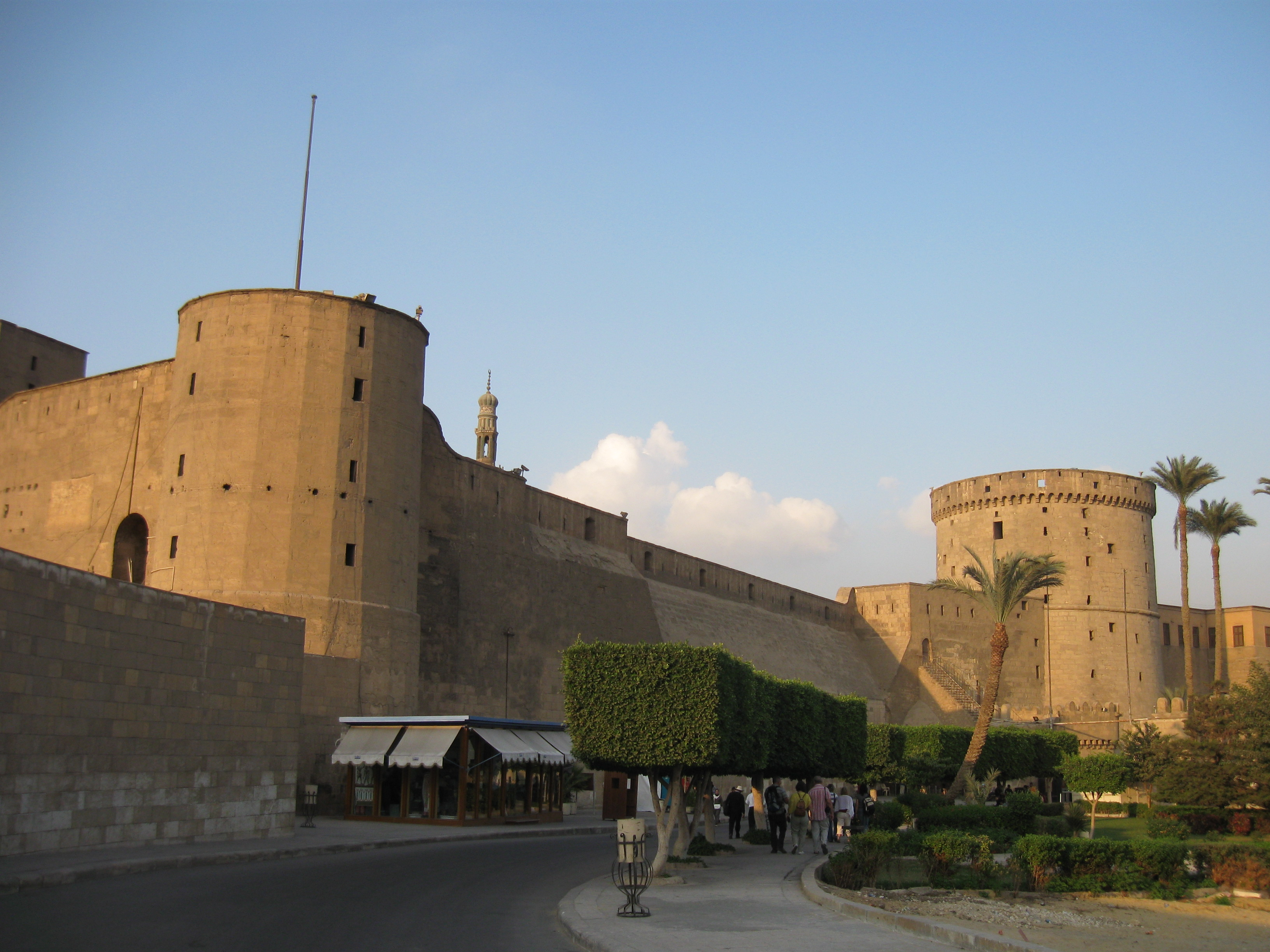
Каїрська Цитадель

- Мечеть аль-Азхар (970—972 роки), мінарет (1468—1496 роки)
- Мечеть аль-Хакіма (990—1013 роки)
- Мечеть аль-Гуюші (1085 рік)
- Мечеть аль-Акмар (1125 рік)
- Мечеть ас-Саліх ат-Талаі (1160 рік)
- Каїрська Цитадель (1176—1183 роки)
- Мавзолей аш-Шафії (1211 рік)
- Мечеть султана Бейбарса (1267—1269 роки)
- Мечеть, мавзолей і медресе султана Калауна (кінець XIII століття)
- Мавзолей Санджара аль-Гавлі (1303—1304 роки)
- Мечеть, мавзолей і медресе султана Хасана (1356—1363 роки)
- Мечеть аль-Муаяда (1415—1420 роки)
- Мечеть Кайт-бея (1472—1474 роки)
- Мечеть, мавзолей і медресе султана аль-Гурі (1503 рік)
- Мечеть Сінан-паші (1571 рік)
- Палац Тахра
- Палац Гезіра ‎
- Будинок аль-Гурія (XVI століття)
- Будинок Зайнаб-Хатун (XVI століття)
- Будинок Гамаль ал-Діна аз-Захабі (1637 рік)
- Будинок еміра Ридван-бея (1655 рік)
- Мечеть Мухаммеда Алі (1830—1848 роки) (арх. Юсуф Бохна)
- Єгипетський музей (1902 рік) (арх. М. Дурньон)
- Мечеть ар-Ріфаї (1911 рік)
- Каїрська телевежа (1961 рік)

## Інфраструктура міста

### Медицина
Каїр, а також сусідній мегаполіс Гіза, вважаються основним центром медичного лікування в Єгипті і, попри деякі винятки, мають найвищий рівень медичного обслуговування в країні. До найвідоміших лікарень Каїру належать Ас-Салам Інтернешинал госпітал (As-Salam International Hospital), Корніш-ель-Ніл (Corniche El Nile); Мааді (Maadi) (найбільша єгипетська приватна лікарня на 350 ліжок), лікарня Університету Айн-Шамс (Ain Shams University Hospital), лікарня Дар-ель Фуад (Dar El Fouad Hospital), а також лікарня Каср Ель-Айне Дженераль (Qasr El Ainy General Hospital).

### Освіта

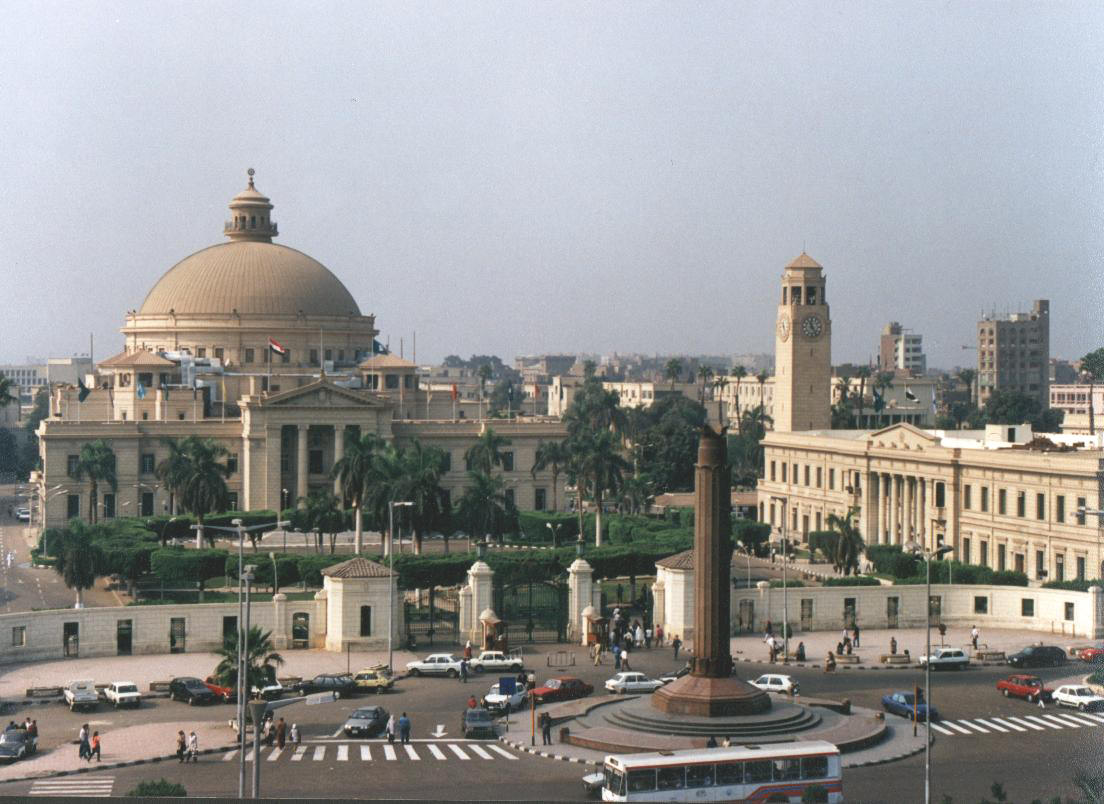
Каїрський університет

Каїр довгий час був центром освіти та освітніх послуг не тільки для Єгипту, але і для всього арабського світу. Сьогодні Каїр є центром для багатьох державних установ, що управляють єгипетською системою освіти, а також має найбільше число освітніх шкіл та вищих навчальних закладів серед інших міст і провінцій Єгипту.
Університети в Єгипті, як правило, фінансуються або державою, або приватними засобами. Освіта в Єгипті за законом є безкоштовною, але викладачам виплачуються малі гонорари, крім того, набір до них не великий. Як правило, вони переповнені студентами (по декілька тисяч понад норми). Приватні університети є або єгипетські, або іноземні, і зазвичай вони мають набагато меншу кількість студентів із набагато більшими та якісними показниками у навчанні. В Каїрі розміщено найбільше таких вищих навчальних закладів:
| Університет | Дата заснування                                              |
| --- | ------------------------------------------------------------ |
| Аль-Азгар Університет (Al-Azhar University)                                                                                | 975 — (другий у світі — найстаріший вищий навчальний заклад) |
| Каїрський Університет (Cairo University)                                                                                   | 1908                                                         |
| Американський університет в Каїрі (American University in Cairo)                                                           | 1919                                                         |
| Айн Шамс Університет (Ain Shams University)                                                                                | 1950                                                         |
| Арабська академія наук & технології та морського транспорту (Arab Academy for Science & Technology and Maritime Transport) | 1972                                                         |
| Хелван університету (Helwan University)                                                                                    | 1975                                                         |
| Садат Академія менеджменту і управління (Sadat Academy for Management Sciences)                                            | 1981                                                         |
| Сучасна академія в Мааді (Modern Academy In Maadi)                                                                         | 1993                                                         |
| Міср міжнародний Університет (Misr International University)                                                               | 1996                                                         |
| Міср Університет з науки і техніки (Misr University for Science and Technology)                                            | 1996                                                         |
| Університет Сучасних наук і мистецтв (Modern Sciences and Arts University)                                                 | 1996                                                         |
| Університет Франції у Каїрі (Université Française d'Égypte)                                                                | 2002                                                         |
| Німецький університет у Каїрі (German University in Cairo)                                                                 | 2003                                                         |
| Канадський міжнародний коледж (Canadian International College)                                                             | 2004                                                         |
| Британський університет в Єгипті (British University in Egypt)                                                             | 2005                                                         |
| Університет Нілу (Nile University)                                                                                         | 2006                                                         |

### Парки
Серед численних парків в Каїрі є один з найкомпактніших — Ґабалая парк. Він був заснований у XIX столітті, і тепер це зелена оаза в хаотичному та загромадженому місті. Парк цікавий своїм лабіринтом, видовбаним в печерах, а також великим акваріумом з рибами Нілу. Це популярне місце пікніків серед місцевих жителів і туристів.
Найбільший зоопарк в Африці розташованої поруч з Університетом Каїру та Гізи й відкритий в 1891 році. У ньому живуть близько 400 різних видів тварин, у тому числі 260-річна черепаха, найстаріша у світі. Зоопарк є популярним місцем для відпочинку (особливо по п'ятницях) і екскурсій жителів Каїру та Єгипту.
«Рагабське Село фараонів — Діснейленд» (Dr Ragab's Pharaonic Village — Disneyland), розташований на 150 000 квадратних метрах. Там можна оглянути точні копії стародавніх єгипетських будівель. Молоді єгиптяни перевдягаються в старі костюми, використовують інструменти та реманент у стилі своїх предків, щоб пожити і попрацювати в ці дні, тим самим відчувши ту епоху.
Відкритий у травні 2005 року, «Аль-Азгар Парк» (Al-Azhar Park) розташований поруч з районом Дарб аль-Агмар. Парк був створений за програмою підтримки історичних міст (HCSP) від «Ага Хана Трасту для культури» (Aga Khan Trust for Culture — AKTC), і він був подарунком місту його високістю Ага Ханом, спадкоємцем роду Фатимідів, які були предками Ага-Хана.
У ході розбудови парку була виявлена частина стіни XII століття, збудована у період Айюбідів і згодом відновлена. Стіна була спочатку побудована Салах аль-Дін аль-Аюббі (Salah al-Din al-Ayubbi) як захисний мур від хрестоносців. Тепер відкрито ще кілька історичних місць в прилеглих історичних околицях Дарбі аль-Агмар, які потребують додаткових досліджень, і в зрештою це привело до розробки великих проектів їхнього відновлення, що охоплюють кілька мечетей, палаців і історичних будівель. У цьому парку його упорядниками також створені соціальні та економічні програми, щоб забезпечити широкий діапазон допомоги для місцевих жителів.

## Культура
Каїр — найбільший культурний осередок країни і один з найважливіших центрів культури Арабського Сходу, Африки й світу в цілому. У місті працюють численні музеї, театри, кінотеатри, розважальні і культурні заклади.
Театри міста:
- Каїрська опера — найперша в арабському світі і в Африці, починалась як Хедивова опера; є частиною великого Каїрського Національного культурного центру;
- Каїрський театр ляльок — один з найбільших у світі.

У місті проводиться велике число культурних заходів, у тому числі і міжнародних — фестивалів, конференцій, семінарів, симпозіумів, як присвячених вивченню й дослідженню давньоєгипетської й традиційної арабської культури, так і сучасному мистецтву (Каїрський міжнародний кінофестиваль).

## Транспорт

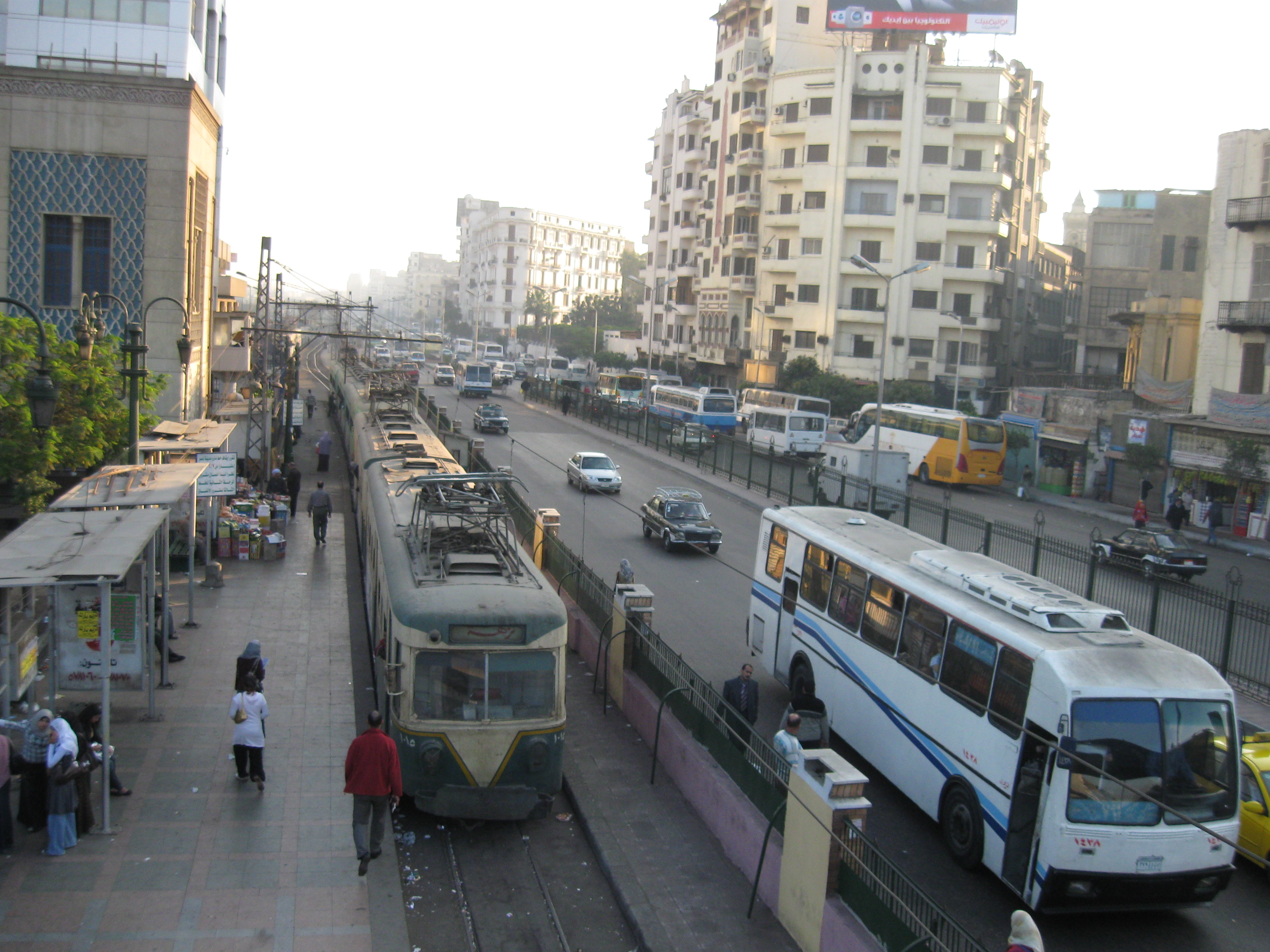
Міські трамвай і автобус у Каїрі

Каїр має розгалужені мережі: автодорожню, залізничну та метро. Автомобільний транспорт представлений приватними автівками, таксі, приватними громадськими автобусами та мікроавтобусами. Станція Рамзес є центром майже всієї єгипетської транспортної мережі.
Мережа метро є швидким та ефективним способом пересування Каїром. Вона охоплює Хелуан та інші передмістя. Два вагони (четвертий та п'ятий) призначені лише для жінок, хоча жінки можуть їздити в будь-якому вагоні, який їм заманеться. Трамвай у Великому Каїрі та каїрський тролейбус — ліквідовані види транспорту.
Розгалужена мережа доріг сполучає Каїр з іншими містами та селами Єгипту. Існує нова Кільцева дорога, яка сполучає околиці міста.
В 2017 році було оголошено про плани побудувати дві монорейкові мережі, одна з яких, завдовжки 35 км, має сполучити 6 жовтня з передмістям Гіза, а інша, завдовжки 52 км, — сполучити Насер-Сіті з Новим Каїром.

## Спорт
Більшість спортивних федерацій Єгипту розташовані в місті та його околицях, у тому числі єгипетська футбольна асоціація. Штаб-квартира Конфедерації африканського футболу (Confederation of African Football — CAF) раніше також була розташована в Каїрі, до переїзду в нову штаб-квартиру до «6 жовтня Сіті», невеликого містечка неподалік столиці. У жовтні 2008 року в Каїрі єгипетська регбі-федерація була офіційно оформлена та згодом їй надано членство в Міжнародній раді регбі.
Футбол є найпопулярнішим видом спорту в Єгипті, а Каїр представляють найбільше футбольних команд, які конкурують між собою у національних і регіональних лігах. Найвідомішими командами є «Аль-Ахлі» (Al-Ahly) і «Ель Замалек» (El Zamalek), чиї щорічні дербі-матчі, можливо, є найпопулярнішими спортивними подіями в Єгипті, а також в Африці і арабському світі. Обидві команди відомі як найзатятіші суперники в єгипетському футболі та є загалом першою і другою топ-командами на всьому африканському континенті і в арабському світі. Обидві команди грають свої домашні матчі на Каїрському міжнародному стадіоні (Cairo International Stadium), або, як його ще йменують, Насер Стадіон (Naser Stadium), який є найбільшим стадіоном в Єгипті і входить до числа найбільших стадіонів у світі.
Майже всі види спорту, які поширені в Єгипті, представлені в Каїрі. Тут проживають та тренуються більшість єгипетських спортсменів. На спортивних майданчиках міста виступає найбільша кількість спортивних команд Єгипту, а також більшість національних команд країни.

## Персоналії
- Аль-Хакім (985—1021) — ісмаїлітський халіф із династії Фатімідів. Правив у 996—1021 роках, тобто в 386—411 роках хіджри
- Алі аз-Загір (1005—1036) — фатімідський халіф у 1021—1036 роках
- Мустансир (1029—1094) — ісмаїлітський халіф з династії Фатімідів
- Дельвіг Сергій Миколайович — генерал-лейтенант Російської імператорської армії, генерал-полковник Армії УНР, військовий історик
- Абу Мансур Нізар (1045—1095) — старший син ісмаїлітського халіфа Мустансира з династії Фатімідів
- Сесіл Скотт Форестер (1899—1966) — англійський письменник, військовий історик і голлівудський сценарист.

### Загальна інформація
- New Projects in Cairo [Архівовано 3 Червня 2009 у Wayback Machine.] From Worldarab
- Demographia — Cairo: Central City & Suburban Population & Density [Архівовано 8 Травня 2017 у Wayback Machine.]
- Coptic Churches of Cairo [Архівовано 29 Серпня 2009 у Wayback Machine.]
- Mosques in Cairo
- Mouhafazat of Cairo [Архівовано 19 Травня 2009 у Wayback Machine.]
- Goethe-Institut Kairo [Архівовано 1 Листопада 2009 у Wayback Machine.]
- Deutsche Botschaft Kairo
- GUC — German University in Cairo [Архівовано 2 Червня 2014 у Wayback Machine.]
- Vuelos baratos a Egipto

### Фото і відео
- Egyptian Museum
- Cairo in 100 pictures page in French.
- Cairo 360-degree full-screen images
- The Cairo Page: photos and descriptions of Cairo
- Impressions of Cairo's Streetlife
- Cairo Travel Photos Pictures of Cairo published under Creative Commons License
- Call to Cairo [Архівовано 31 Серпня 2008 у Wayback Machine.] Time-lapse film of Cairo cityscapes
- 200+ high-quality photos of Cairo [Архівовано 1 лютого 2011 у Wayback Machine.]
- Videos sobre El Cairo [Архівовано 12 Вересня 2011 у Wayback Machine.]

| Єгипет | Це незавершена стаття з географії Єгипту. Ви можете допомогти проєкту, виправивши або дописавши її. |